# باول دبليو. غرين
باول دبليو. غرين (بالإنجليزية: Paul W. Green)‏ هو قاضي ومحامي أمريكي، ولد في 6 مارس 1952 في سان أنطونيو في الولايات المتحدة.

## وصلات خارجية
- الموقع الرسمي
- باول دبليو. غرين على موقع إن إن دي بي (الإنجليزية)